# أندريه تشيس
تشانس بارو (من مواليد 22 أبريل 1989) هو مصارع أمريكي محترف موقّع حاليًا مع WWE، حيث يؤدي عروضه لصالح فرع NXT تحت اسم أندريه تشيس، وهو قائد جامعة تشيس وكان عضوًا سابقًا في بطولة الفرق لإن إكس تي مع دوك هدسون . كان معروفًا سابقًا باسم الحلبة هارليم برافادو حيث تعاون مع شقيقه Lance Bravado للعمل في اتحادي رينغ أوف هونور ونوا بصفتهما الإخوة برافادو.

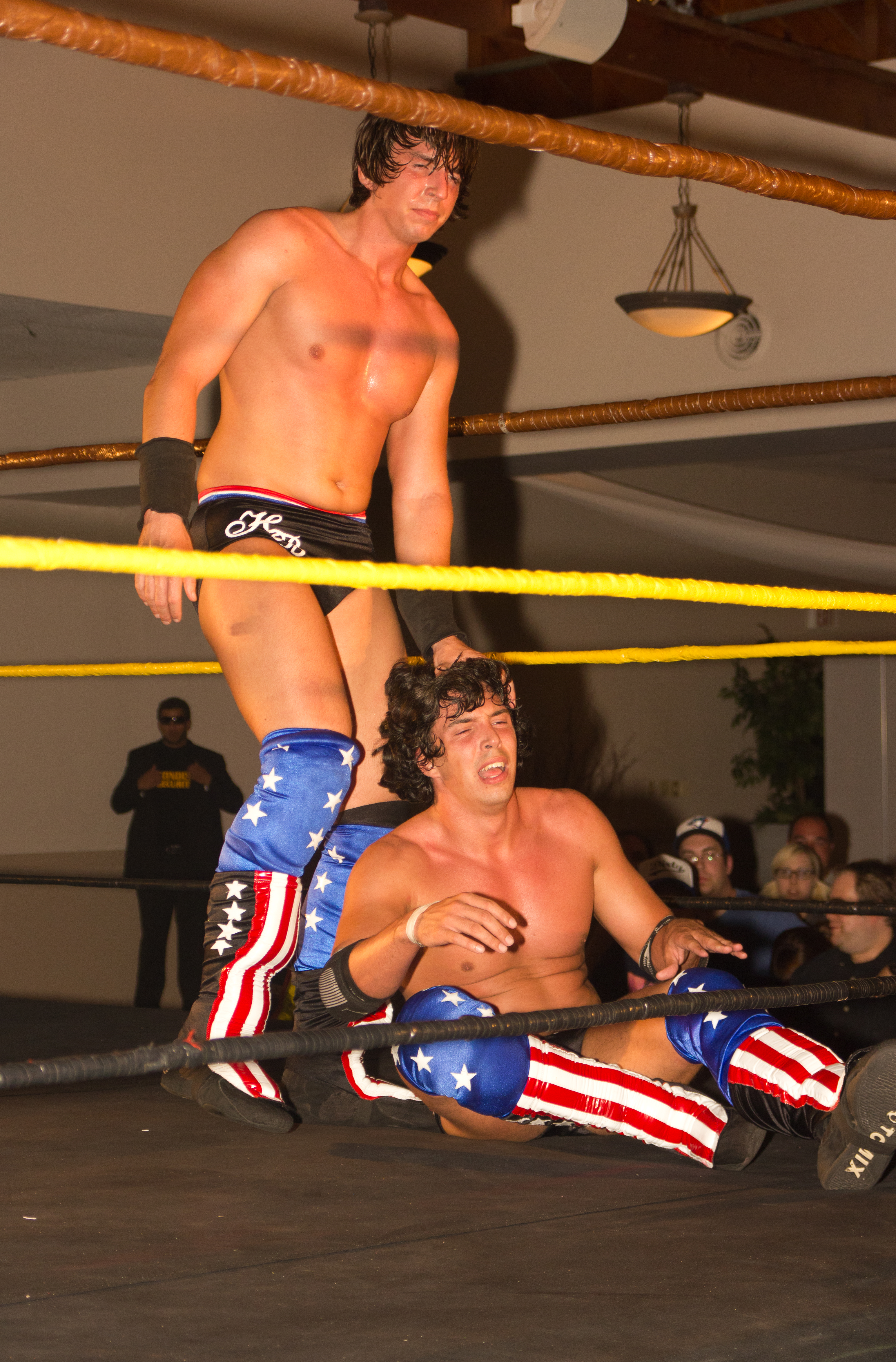
هارلم (واقفًا) ولانس برافادو في الحلبة في عرض تشيكارا في يونيو 2012.

### WWE (2021 إلى الوقت الحاضر)
في فبراير 2021، تم الإعلان عن توقيع Harlem Bravado مع WWE وسيقدم تقاريره إلى مركز أداء WWE.
في 2 يوليو 2021 حلقة 205 من NXT، ظهر لأول مرة تحت اسم أندريه تشيس وهزم جورو راج للتأهل إلى بطولة NXT بريك آوت. في 20 يوليو حلقة من NXT، هُزم من قبل أوديسي جونز في الجولة الأولى.